# Aitia
Gli Aitia (dal termine greco αἴτιον, "origine", "causa") sono una raccolta di elegie del poeta greco Callimaco, suddivisa in quattro libri.
La raccolta si componeva di una quarantina di elegie in distici elegiaci che indagano sull'origine (prevalentemente mitica) di nomi, usanze, tradizioni o culti. I testi sono giunti fino a noi in modo molto frammentario e gran parte delle elegie ci è nota grazie alla tradizione indiretta, ovvero citazioni di altri autori.

## Struttura dell'opera

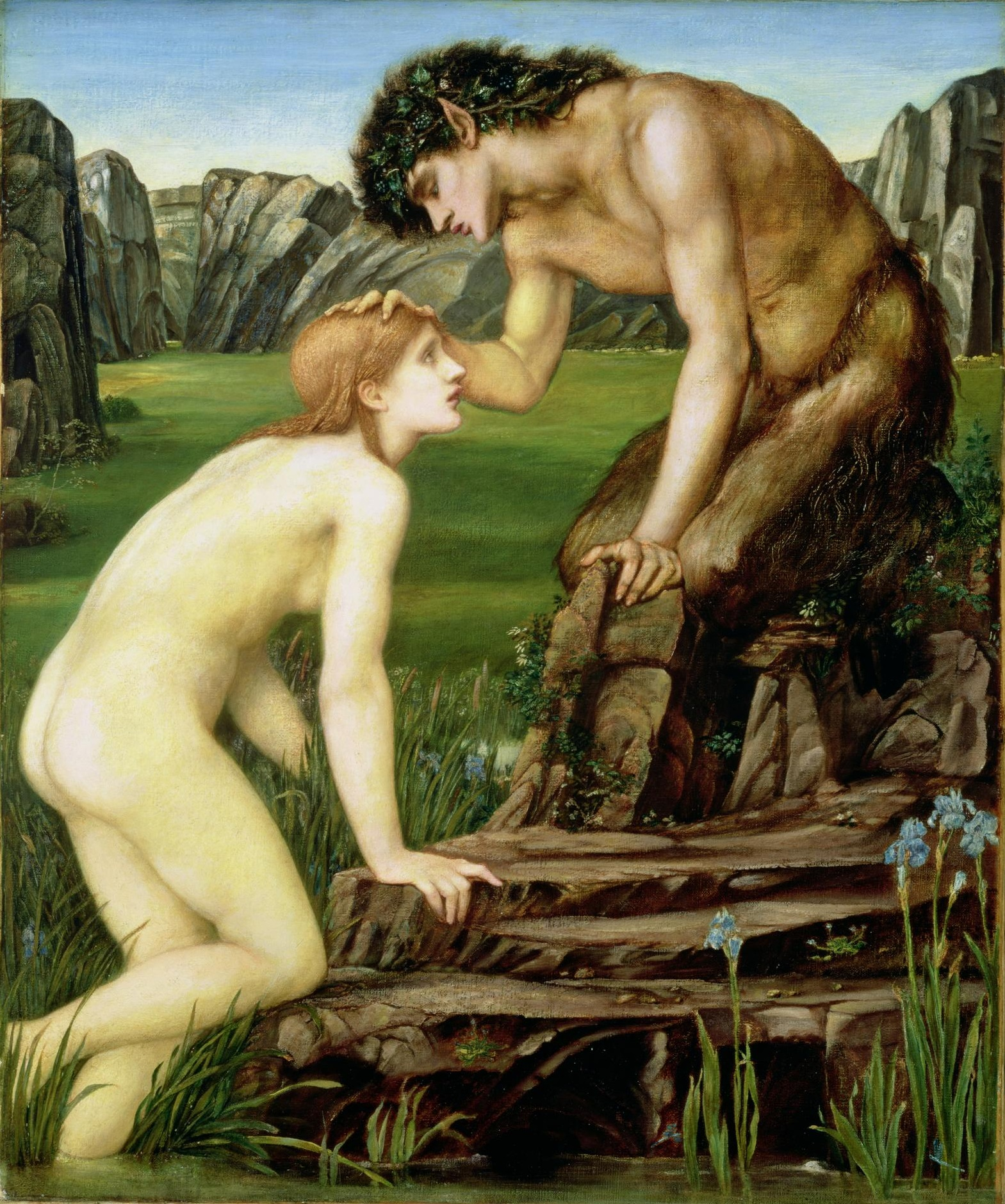
Pan e Psiche, dipinto di Edward Burne-Jones

Il primo libro della raccolta si apre con l'elegia contro i Telchini, concepita tardi rispetto alla composizione degli Aitia, fortemente autobiografica e indispensabile per la funzione proemiale cui assolve. In quest'elegia Callimaco si scaglia contro coloro che "gracidano" contro la sua poesia poiché la ritengono inferiore al poema epico. È dunque proprio questo il genere letterario dal quale Callimaco maggiormente prende le distanze, privilegiando composizioni più brevi, più originali e più eleganti. Sempre in quest'elegia si delinea il rapporto callimacheo con le divinità e con le Muse, un rapporto fortemente innovativo poiché "smitizzato", ossia privato della dimensione sacra e incentrato su un piano dialogico.
Infatti, le elegie dei primi due libri rappresentano proprio il dialogo dell'autore con le Muse, alle quali il poeta chiede informazioni come fosse un loro pari. La parte rimanente del primo libro narra dei riti sacrificali nell'isola di Paro, del mito degli Argonauti, dei sacrifici per Eracle a Lindo e delle escrologie (sacrifici con insulti) per lo stesso dio, della storia argiva di Lino e Corebo, della statua di Artemide Leucadia e di altri miti non ricostruibili.
Del secondo libro sappiamo molto poco, poiché di esso non abbiamo conservato le διηγήσεις (dieghéseis), ossia riassunti delle elegie. Esso comprendeva, in una successione che non conosciamo, le elegie sulla fondazione di alcune città della Sicilia, la storia di Busiride, il crudele re egizio ucciso da Eracle, e quella di Falaride, tiranno di Agrigento.
Il terzo libro si apre invece con l'epinicio per Berenice, seguito da una brevissima elegia (circa 20 versi) sul sepolcro di Simonide ed una sulle fonti di Argo. A queste seguiva l'elegia più importante, quella di Aconzio e Cidippe, vero e proprio αἴτιον genealogico. Narra infatti di come i due giovani si siano sposati, attraverso lo stratagemma di Aconzio suggeritogli da Eros, e dunque della nascita di una stirpe, quella degli Aconziadi, ancora esistente al tempo del poeta. Non si tratta dunque di un vero e proprio mito, ma piuttosto di un racconto locale, pieno di elementi che anticipano un genere letterario che di lì a poco avrà molta fortuna nel mondo ellenistico: il romanzo. A questa celeberrima elegia seguivano altre: il rito nuziale a Elide, i sacrifici umani a Isindo, Artemide dea del parto, Frigio e Pieria, Euticle di Locri.
Il quarto libro si apre invece con una nuova invocazione alle Muse, della quale si è conservato l'incipit, a cui segue la trattazione di sedici αἴτια: le Dafneforie a Delfi, il capro espiatorio di Abdera, il culto di Melicerte a Tenedo, il sacrificio di Teodoto di Lipari, Limonide di Atene, il cacciatore presuntuoso, le mura pelasgiche ateniesi, Eutimo, la statua di Era di Samo, Pasicle di Efeso, Androgeo, Esidrete di Tracia, Gaio il romano, l'ancora di Argo a Cizico. Quest'ultima richiama l'elegia sullo stesso tema presente nel primo libro.
Sempre nell'ultima parte dell'opera si trova l'elegia sulla chioma di Berenice, a noi nota, oltre che per il breve frammento conservato, per la celeberrima traduzione catulliana.
Come conclusione e introduzione ai "Giambi", il poeta elogiava la sua Cirene e, richiamando l'investitura poetica da parte delle Muse, dichiarava di passare "al pascolo pedestre delle Muse", alludendo proprio alla poesia satirica.